# Reinhard Schober
Reinhard Schober (* 15. Februar 1906 in Berlin; † 26. Dezember 1998) war ein deutscher Forstwissenschaftler. Er galt als Nestor der Waldwachstumsforschung. Die von ihm zusammengestellten Ertragstafeln wichtiger Baumarten wurden in der zweiten Hälfte des 20. Jahrhunderts von Forstleuten in ganz Deutschland verwendet.

## Leben und Wirken
Nach der Reifeprüfung 1924 in den hessischen Staatsdienst übernommen, studierte Reinhard Schober Forstwissenschaften, unter anderem an der Universität Gießen, wo er Mitglied des Corps Teutonia war. Das Große Staatsexamen nach dem Forstreferendariat legte er 1930 ab. Anschließend beschäftigte er sich an der Hessischen Forstlichen Versuchsanstalt in Gießen mit dem Arbeitsgebiet Betriebslehre. Den Grundstein für seine weitere wissenschaftliche Tätigkeit, während der er vor allem Koniferen, deren Wachstum und Holzertrag untersuchte, legte er jedoch mit seiner Dissertation. Schober promovierte 1934 mit der Untersuchung Die Schlitzer Lärche, ein Beitrag zur Lärchenfrage an der Philosophischen Fakultät der Universität Gießen zum Dr. phil. Dort war er von 1931 bis 1937 wissenschaftlicher Assistent unter anderem von Gustav Baader und habilitierte sich 1937 über Versuche zur Buchendurchforstung. Als die forstliche Abteilung der Universität Gießen 1938 aufgehoben wurde, folgte er Baader als Assistent an die Forstliche Hochschule Hann. Münden, die im Jahr darauf als Forstliche Fakultät in die Universität Göttingen eingegliedert wurde. Standort blieb jedoch weiterhin Hann. Münden, wo Schober ab 1941 auch Vorlesungen über Holzmesskunde und Ertragslehre hielt.
Daneben nahm Schober den praktischen Dienst in der Forstverwaltung auf, zunächst 1937/38 als Revierassistent. Von 1945 bis 1948 leitete er das hessische Forstamt Nieder-Ohmen und war anschließend bis 1952 Amtsvorstand des Lehrforstamtes Kattenbühl.  
Als Nachfolger seines wissenschaftlichen Lehrers Baader war Schober dann von 1947 bis zu seiner Emeritierung 1974 Direktor des Instituts für Forsteinrichtung und Ertragskunde der Universität Göttingen samt zugehörigem Lehrstuhl an der Forstlichen Fakultät. Daneben leitete er von 1950 bis 1974 auch die Niedersächsische Forstliche Versuchsanstalt. Schober erarbeitete wichtige Ergebnisse für die forstliche Ertragskunde. Sein Name ist eng mit der von ihm seit 1957 zusammengestellten und  bearbeiteten Tafelsammlung Ertragstafeln wichtiger Baumarten verbunden, die ein unverzichtbares Handwerkszeug der forstlichen Praxis darstellen. Schober hat dieses Werk, zu dem er einige Ertragstafeln auch selbst beisteuerte, mehrfach überarbeitet und ergänzt. Die 4. Auflage erschien 1995. 
Es war eines der wesentlichen Verdienste Schobers, dass es ihm in seinen ersten Jahren als Leiter der Versuchsanstalt in vielen Verhandlungen gelang, mit den Forstverwaltungen derjenigen Bundesländer, die früher genau wie Niedersachsen ganz oder in Teilen zu Preußen gehört hatten, Vereinbarungen zu treffen, die der Abteilung Ertragskunde seines Hauses auch weiterhin die Arbeit auch außerhalb Niedersachsens auf den alten preußischen Versuchsflächen erlaubten. Dies sicherte Erhalt und Weiterführung des Versuchswesens von bedeutendem Wert für Wissenschaft und Wirtschaftspraxis.   
Wesentlich sind auch Schobers Anbauversuche mit nordamerikanischen und japanischen Koniferen, deren Ergebnisse ebenfalls in das Ertragstafel-Buch Eingang fanden. Schober verfasste Monographien über die Sitka-Fichte und die Japanische Lärche. Er war ab den 1950er-Jahren einer der wesentlichen Befürworter des verstärkten Anbaus der fremdländischen Japanischen Lärche, unter anderem wegen ihrer Resistenz gegen den Lärchenkrebs, was in dieser Zeit bis in die frühen 1970er-Jahre hinein zu einer regelrechten „Lärchen-Welle“ vor allem in den norddeutschen Wäldern führte. 
Schober war auch Herausgeber der Schriftenreihe der Forstlichen Fakultät der Universität Göttingen und Mitteilungen der Niedersächsischen Forstlichen Versuchsanstalt. Diese und auch die meisten seiner Schriften erschienen im Fachverlag J.D. Sauerländer in Frankfurt am Main.
Für seine Leistungen auf dem Gebiet der Ertragskunde und des forstlichen Versuchswesens wurde Schober in Würdigung seiner Verdienste um das Land Niedersachsen am 15. Dezember 1986 das Verdienstkreuz am Bande des Niedersächsischen Verdienstordens verliehen.
Kurz vor Vollendung seines 93. Lebensjahres starb Reinhard Schober am 26. Dezember 1998.

## Schriften (Auswahl)
- Die Schlitzer Lärche, ein Beitrag zur Lärchenfrage, Dissertation, Gießen 1934
- Ergebnisse der hessischen Buchendurchforstungsversuche, Habilitationsschrift, Gießen 1937
- Die Lärche. Eine ertragskundlich-biologische Untersuchung, Hannover 1949
- als Herausgeber und Bearbeiter: Massentafeln zur Bestimmung des Holzgehaltes stehender Waldbäume und Waldbestände. Nach den Arbeiten der deutschen und österreichischen forstlichen Versuchsanstalten, Berlin und Hamburg 1952
- Die japanische Lärche. Eine biologisch-ertragskundliche Untersuchung, (Schriftenreihe der Forstlichen Fakultät der Universität Göttingen und Mitteilungen der Niedersächsischen Forstlichen Versuchsanstalt, Band 7/8), Frankfurt am Main 1953
- als Herausgeber und Bearbeiter: Ertragstafeln wichtiger Holzarten bei verschiedener Durchforstung, Hannover 1957 (4. Auflage 1995 bei Sauerländer, Frankfurt am Main, ISBN 3-7939-0730-9)
- Die Sitka-Fichte. Eine biologisch-ertragskundliche Untersuchung, (Schriftenreihe der Forstlichen Fakultät der Universität Göttingen und Mitteilungen der Niedersächsischen Forstlichen Versuchsanstalt, Band 24/25), Frankfurt am Main 1962
- zusammen mit Hans Joachim Fröhlich: Der Gahrenberger Lärchen-Provenienzversuch. Eine biologisch-ertragskundliche Untersuchung und methodische Studie, (Schriftenreihe der Forstlichen Fakultät der Universität Göttingen und Mitteilungen der Niedersächsischen Forstlichen Versuchsanstalt, Band 37/38), Frankfurt am Main 1967
- Die Rotbuche 1971,  (Schriftenreihe der Forstlichen Fakultät der Universität Göttingen und Mitteilungen der Niedersächsischen Forstlichen Versuchsanstalt, Band 43/44), Frankfurt am Main 1972, ISBN 3-7939-0200-5
- Vom II. Internationalen Lärchenprovenienzversuch. Ein Beitrag zur Lärchenherkunftsfrage, (Schriftenreihe der Forstlichen Fakultät der Universität Göttingen und Mitteilungen der Niedersächsischen Forstlichen Versuchsanstalt, Band 49), Frankfurt am Main 1977, ISBN 3-7939-0450-4
- Neue Ergebnisse des II. Internationalen Lärchenprovenienzversuches von 1958, 59 nach Aufnahmen von Teilversuchen in 11 europäischen Ländern und den USA, (Schriften aus der Forstlichen Fakultät der Universität Göttingen und der Niedersächsischen Forstlichen Versuchsanstalt, Band 83), Frankfurt am Main 1985, ISBN 3-7939-5083-2
- zusammen mit Hans-Martin Rau: Ergebnisse des I. Internationalen Japanlärchen-Provenienzversuches, (Schriften aus der Forstlichen Fakultät der Universität Göttingen und der Niedersächsischen Forstlichen Versuchsanstalt, Band 102), Frankfurt am Main 1991, ISBN 3-7939-5102-2
- zusammen mit Hermann Spellmann: Von Anbauversuchen mit Tannen und anderen Koniferen aus Japan, Nordamerika und Europa, (Schriften aus der Forstlichen Fakultät der Universität Göttingen und der Niedersächsischen Forstlichen Versuchsanstalt, Band 130), Sauerländer, Frankfurt am Main 2001, ISBN 3-7939-5130-8